# Tofsvärnfågel
Tofsvärnfågel (Chauna torquata) är en fågel i familjen värnfåglar inom ordningen andfåglar.

## Utseende och läte
Tofsvärnfågeln är en mycket stor och udda grå gåsliknande fågel med långa röda ben. Kännetecknande är en spretig tofs i nacken, bar röd hud i ansiktet och ett brett mörkt halsband under ett smalare vitt. Den förekommer i en mörk och en ljus morf. I flykten syns vita vingundersidor. Lätet är mycket högljutt och vittljudande, vanligen levererat i duet.

## Utbredning och systematik
Fågeln lever i låglänta våtmarksområden från sydöstra Peru till norra Argentina och södra Brasilien. Den behandlas som monotypisk, det vill säga att den inte delas in i några underarter.

## Levnadssätt
Tofsvärnfågeln hittas i våtmarker som träsk och sjöar. Där kan de samlas i stora flockar. 

## Status och hot
Arten har ett stort utbredningsområde och en stor population med stabil utveckling och tros inte vara utsatt för något substantiellt hot. Utifrån dessa kriterier kategoriserar internationella naturvårdsunionen IUCN arten som livskraftig (LC).

## Bilder

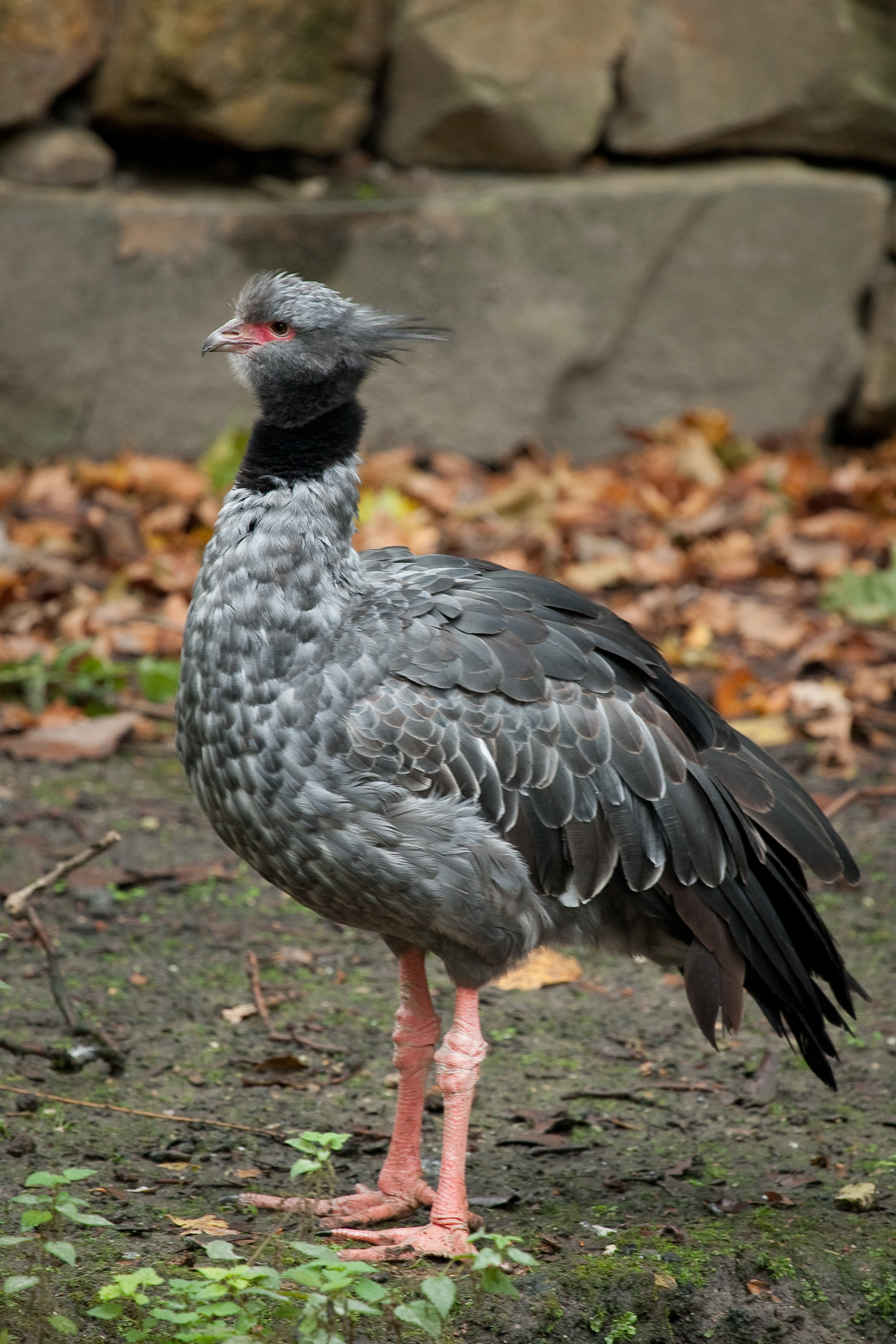
Tofsvärnfågel på Artis Zoo i Holland
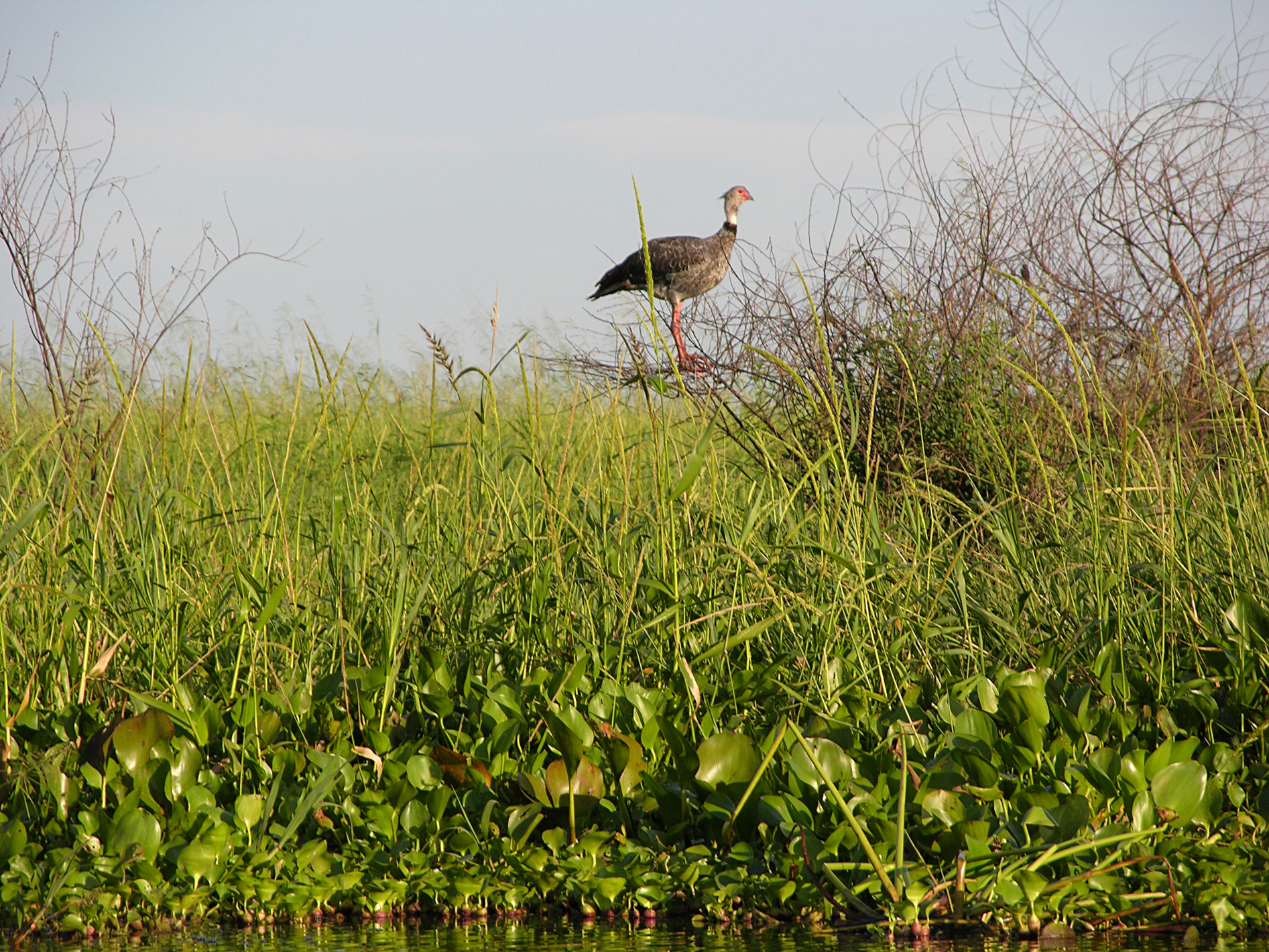
Tofsvärnfågel i sitt naturliga habitat.
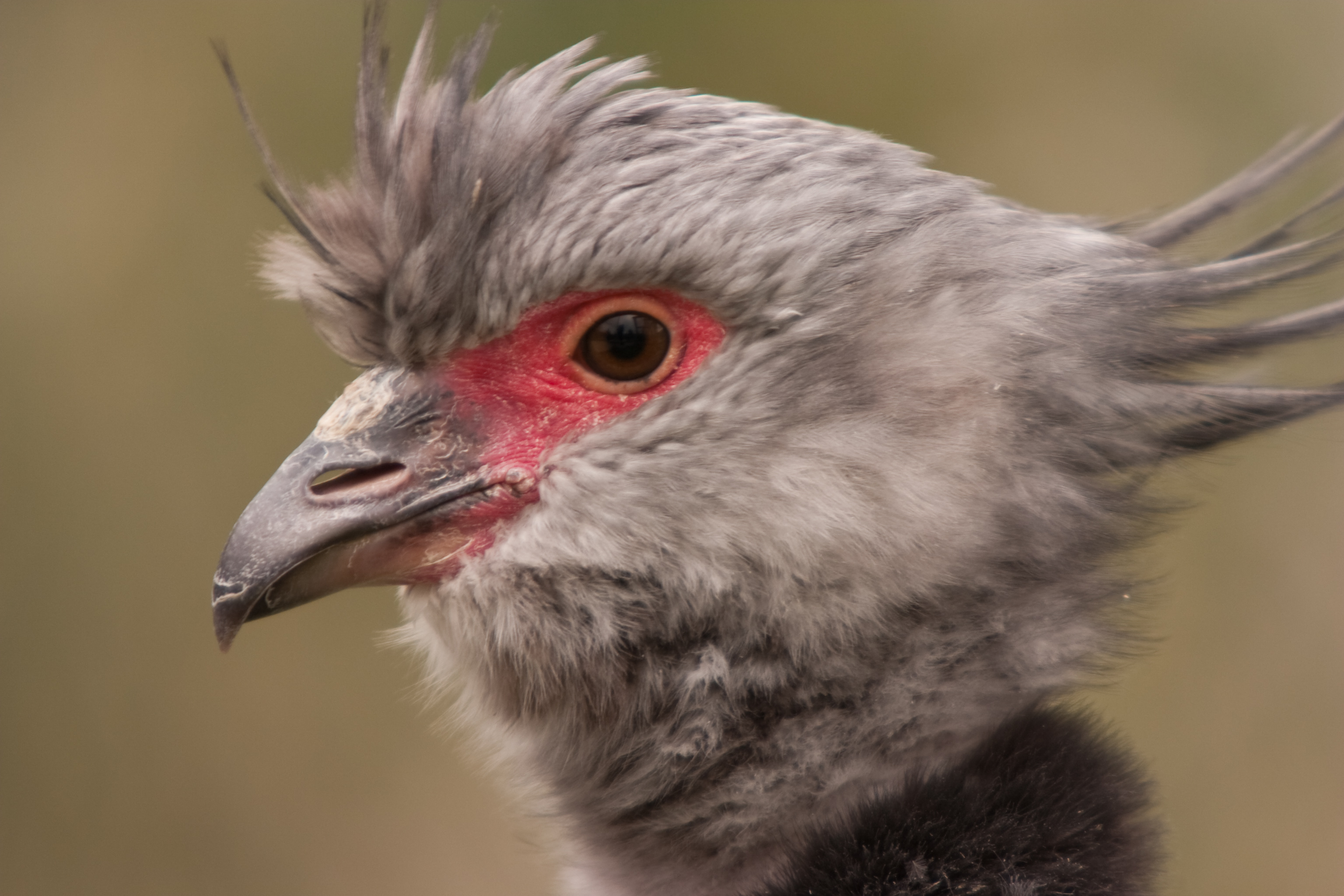
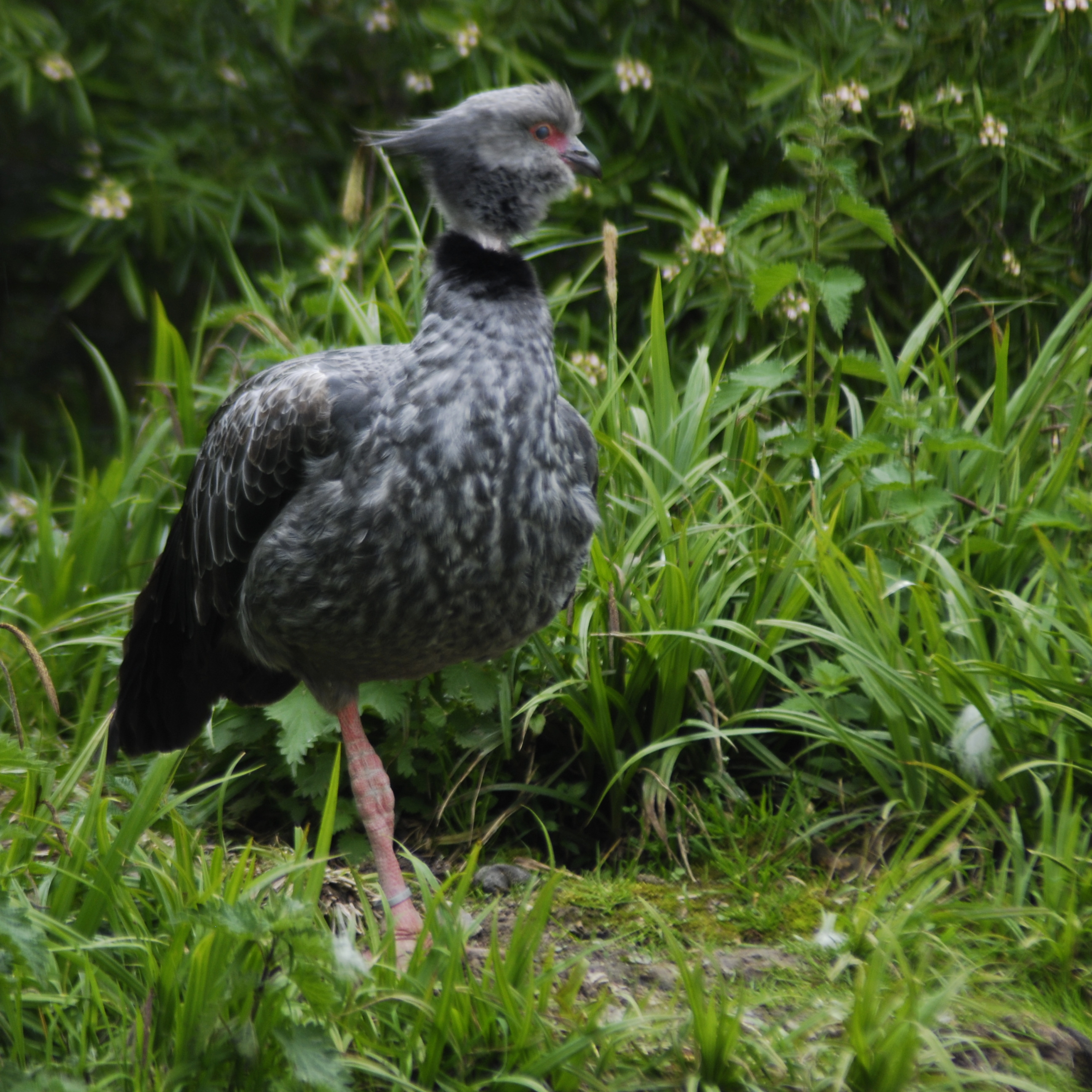
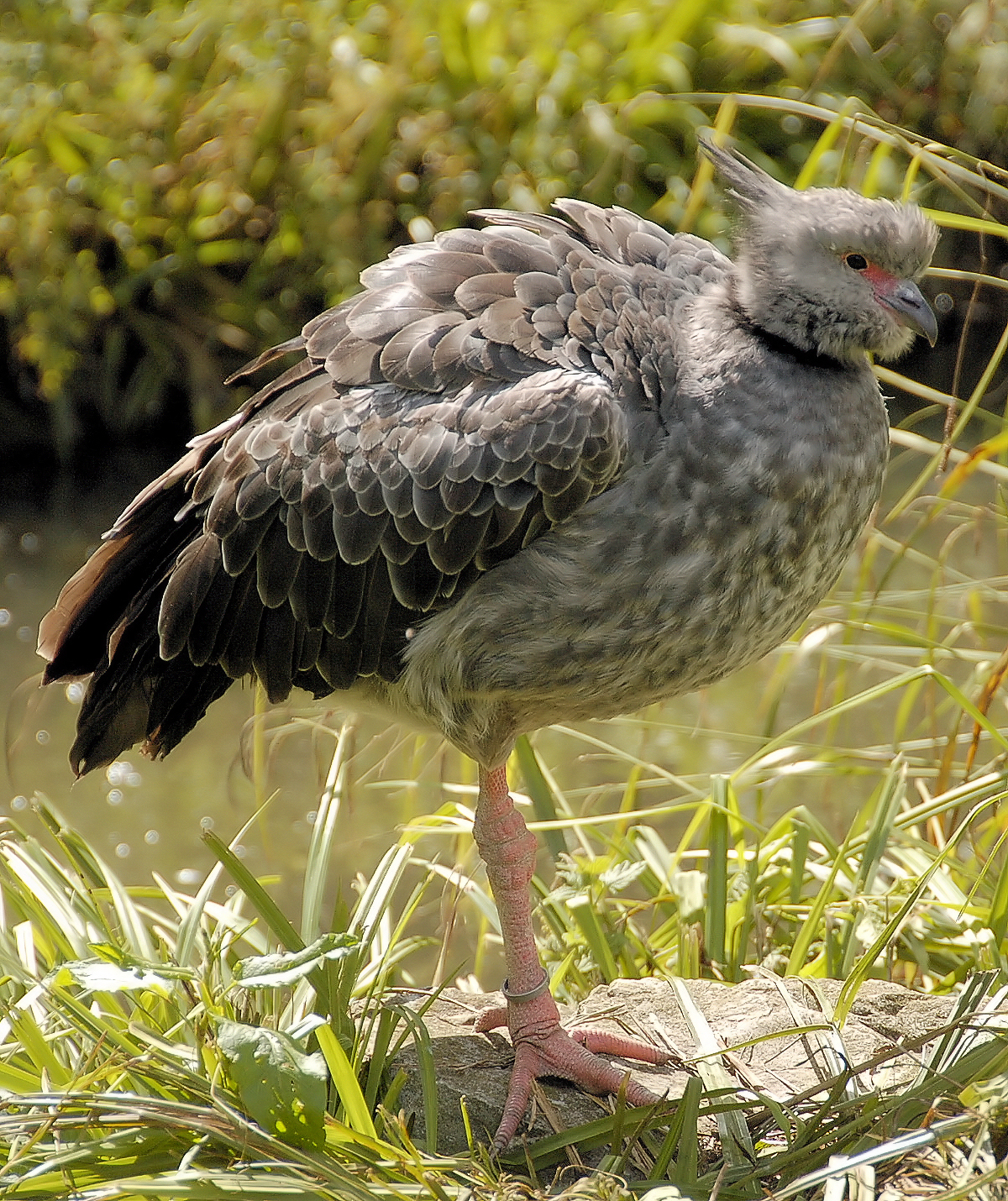